# 费代尔布号列车
费代尔布号（法語：Faidherbe）是曾经运行于法国首都巴黎至该国北部城市里尔间一班长途列车所使用的名称，由法国国家铁路在1978年至1991年间开行。其命名源自出生于里尔的原塞内加尔总督路易·费代尔布。列车自开行以来一直作为全欧快车类别运营，直至1991年停运。

## 前身
在全欧快车网络正式构建的前一年，法国国家铁路在巴黎及比利时边境的北部工业区间开行了三班事业列车（Trains d'affaires）。这些列车每日双向分别提供早晨、中午及晚上的班次服务，最初使用X 2720型柴联车担当运营。至1959年，运营车辆又被由机车牵引的科瑞尔型车厢所取代。虽然全欧快车自1965年起允许开办国内服务，但这些事业列车并没有立即升级至这一类别。直至1978年，列车才被正式纳入全欧快车。

## 全欧快车
1978年10月，3班事业列车共同升级至全欧快车类别，按照早班、中班和晚班的服务分别被命名为费代尔布号、加扬号及华托号，并获得了TEE34至39的连续车次编号，其中南行使用偶数车次，北行使用奇数车次。提供早班服务的费代尔布号则获分配了TEE34/35次的编号，在夏季时刻表中，列车逢周六、星期日及节假日停开。
| 34次 | 34次  | 停靠站 | 35次  | 35次 |
| 里程 | 时刻  | 停靠站 | 时刻  | 里程 |
| ---- | ----- | ------ | ----- | ---- |
| 0    | 07:01 | 里尔   | 09:26 | 251  |
| 34   | 07:21 | 杜埃   | 09:06 | 217  |
| 59   |       | 阿拉斯 | ↑     | 192  |
| 251  | 09:01 | 巴黎   | 07:30 | 0    |

在牵引机车方面，列车全程使用BB 16000型电力机车担当本务；客车车厢则使用PBA（即巴黎、布鲁塞尔及阿姆斯特丹的首字母缩写）版本的DEV Inox型车厢及米斯特拉尔69型车厢。
自1990年9月28日起，费代尔布号的北行班次（TEE35次）撤出服务，至1991年5月31日，南行服务（TEE34次）也宣告停运。

## 脚註
1. ↑  Mertens & Malaspina 2007，第372頁.
2. ↑  Hajt 2001，第114頁.